# 大犬座EZ
大犬座EZ（縮寫為EZ CMa，也被稱為WR 6）是在星座大犬座的一對聯星。主星是沃夫–瑞葉星，並且最亮的10顆沃夫–瑞葉星之一，視星等比7等更亮。

## 聯星系統

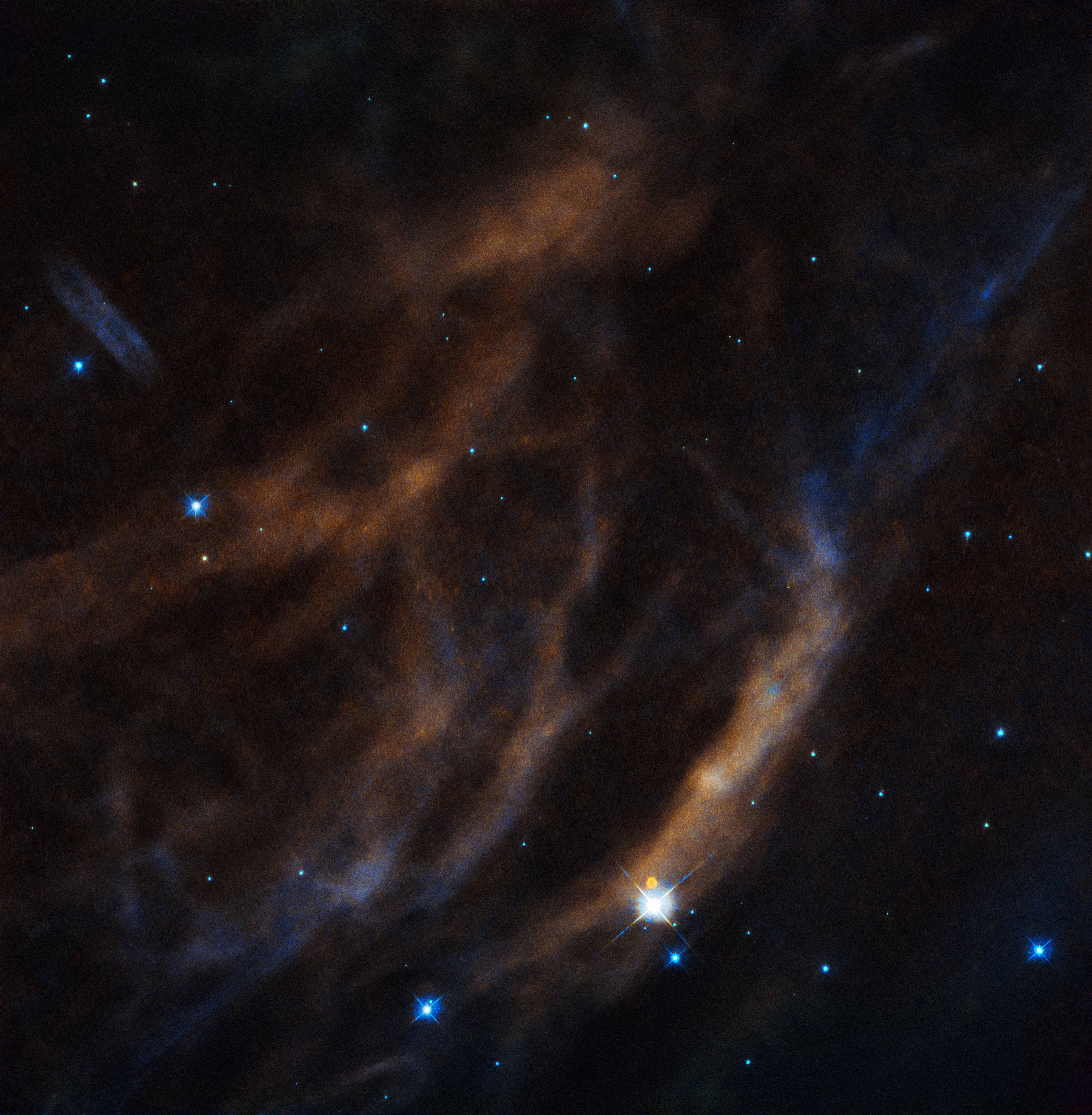
大犬座EZ吹製的一個氣泡邊緣的細節。大犬座EZ在框架在框架的左邊外面（東）。

大犬座EZ的視星等在3.766天的時間內在6.71到6.95之間變化，同時光譜也發生了變化。有人提出，它可能是以中子星為伴星的聯星，以該週期完成繞沃夫–瑞葉星的軌道，這就是造成這些變化的原因。《變星總表》在此基礎上將其列為可能的激變變星。有人認為伴星不存在，光譜變化是由恆星表面的活動引起的。

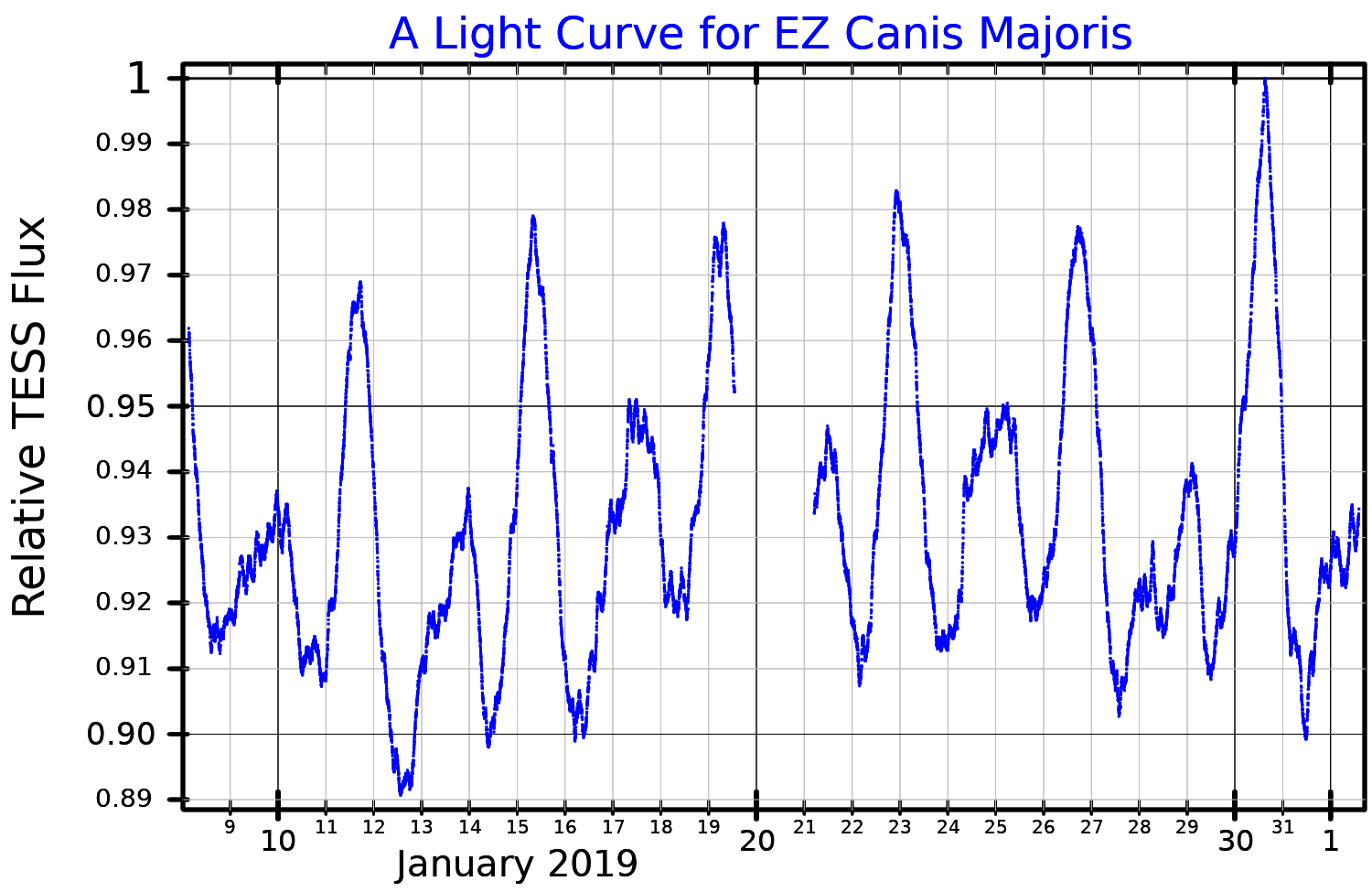
根據「TESS」數據繪製的大犬座EZ的光變曲線。

從2015年底到2016年初的四個月時間裏，對光照變化的觀測證實了明顯的3.76 天變化。這被解釋為一個3.66 d軌道週期，快速拱點進動在大約100天內完成完整的旋轉。軌道傾斜在60-74度左右，每個軌道週期上有兩次星食。

## 沃夫–瑞葉星和星雲
WN4的光譜類型表明它是一顆非常熱的恆星，這導致了非常高的光度，主要以紫外線輻射的形式發射。光譜顯示一顆恆星表面完全沒有氫。
大犬座EZ被一個微弱的氣泡星雲包圍：被高達1,700公里/秒的恆星風吹起，並被強烈的紫外線輻射電離的一個小HII region。這個氣泡星雲被編目為SharplessSh2-308，或者只是S308。它很可能是非常分散的疏散星團Collinder121，在橙色超巨星周圍發現ο1 CMa。

## 外部連結
- NASA Astronomy Picture of the Day: Sharpless 308 (23 April 2009)
- NASA Astronomy Picture of the Day: Sharpless 308: Star Bubble (23 June 2015)